# 大和川酒造店
合資会社大和川酒造店（やまとがわしゅぞうてん）は、福島県喜多方市の酒類製造・販売業者。
『弥右衛門（やうえもん）』の商標を持つ日本酒のほか、リキュールなども製造している。創業は1790年（現当主は九代目）。

## 沿革
- 1790年（寛政2年）  - 会津藩５代藩主・松平容頌家老田中玄宰「天明の大改革」殖産興業により、初代の佐藤彌右衛門が酒箒なる酒造免許を受け清酒醸造販売を始める
- 1799年（寛政11年）- 土蔵仕込蔵二階建（江戸蔵）建立
- 1911年（明治44年）- 本格的醸造のため土蔵二階建仕込蔵（大正蔵）を新設
- 1912年（大正元年） - 大正蔵清酒貯蔵用の下屋貯蔵を新設
- 1917年（大正6年）  - 電動揚水ポンプ設置、土間全面コンクリート舗装、水圧式酒絞器設置
- 1927年（昭和2年）  - 平屋（60坪）の仕込み専用蔵（昭和蔵）新設、二連式釜場を増設
- 1944年（昭和19年）- 国家総動員法に基づく企業整備令により耶麻酒造株式会社 大和川工場となり代表取締役に七代目彌右衛門就任
- 1955年（昭和30年）- 耶麻酒造株式会社を解散、耶麻酒造協同組合を経て合資会社大和川酒造店を設立。以後、麹室を始め機械装置を設置
- 1976年（昭和51年）- 八代目佐藤 彌右衛門（芳男）代表社員に就任
- 1981年（昭和56年） - 座敷蔵曳家により保存再生，北方風土館（資料館）設置
- 1983年（昭和58年） - 熱塩加納村酒米生産者との酒造好適米栽培契約開始
- 1985年（昭和60年） - ヤブタ式醪圧搾機、ボイラー、原料米浸積プラント導入
- 1987年（昭和62年） - 蔵新築計画につき押切川工業団地2600坪買収，精米工場200坪建設、サタケ式コンピュータ制御全自動精米機30俵張導入、国税局主催全国新酒鑑評会金賞受賞
- 1990年（平成2年）   - 大和川「飯豊蔵」鉄骨造延床450坪の最新鋭醸造蔵完成
- 1991年（平成3年）   - 大和川酒蔵北方風土館（利き酒コーナー観光案内）開設
- 1995年（平成7年）   - 飯豊蔵付帯　事務所、倉庫200坪完成
- 1998年（平成10年） - 国税局主催全国新酒鑑評会金賞受賞
- 2006年（平成18年） - 九代目佐藤 彌右衛門（芳伸）代表社員に就任。独立行政法人　酒類総合研究所主催全国新酒鑑評会金賞受賞
- 2011年（平成23年） - 東日本大震災発生郡山、いわき、福島、飯館へ水の支援
- 2014年（平成26年） - 九代目佐藤 彌右衛門会長就任　佐藤和典社長就任。新型連続瓶詰機、パストライザー（瞬間熱殺菌機）の導入
- 2015年（平成27年） - 福島県新酒鑑評会県知事賞受賞純米酒の部主席
- 2018年（平成30年） - 酒類総合研究所主催全国新酒鑑評会8年連続金賞受賞（平成23～30年）
- 2021年（令和3年）  - 定番商品のすべての使用米を有限会社大和川ファーム産へ切り替え。（OEM商品等は別原料）

## 主な商品

### 清酒

#### 弥右衛門シリーズ
- 純米辛口　弥右衛門
- 純米　カスモチ原酒　弥右衛門　（季節限定で生酒バージョン有り）
- 純米大吟醸　いのち
- 純米大吟醸　四方四里
- 純米吟醸　弥右衛門（季節限定で生酒バージョン有り）
- 純米大吟醸　弥右衛門（季節限定で生酒バージョン有り）
- 純米にごり酒　弥右衛門　－月あかり－
- 大吟醸辛口　弥右衛門
- 本醸造　弥右衛門　超辛口生（季節限定商品）
- 純米　弥右衛門　活性にごり（季節限定商品）
- 純米　弥右衛門　しぼりたて生酒（季節限定商品）

#### 彌右衛門
- 別品　彌右衛門
- 素品　彌右衛門

#### 野恩
- 野恩

### リキュール
- 桃の涙　（桃リキュール）
- 夜ぐると（ヨーグルトリキュール）

### その他の限定酒
- 純米吟醸　辛口桑折（こおり）・・・桑折町で育った酒米「夢の香」と半田山の地下水「香村金剛水」を使い、喜多方市の「大和川酒造店」で醸造する『辛口桑折』
- 純米　御本陣（ごほんじん）・・・南相馬市で栽培された酒米を使用。
- 純米吟醸　佳き酔 歌磐梯（うたばんだい）・・・北塩原村で栽培された酒米を使用。
- 歸宴(かえるのうたげ)・・・川内村産の酒造好適米「夢の香」を使った純米吟醸酒。
- 不死鳥の如く・・・飯舘村産の夢の香（酒米）を使った純米酒。
- 純米大吟醸　飯舘
- 本醸造　おこし酒

## 特徴
有限会社大和川ファームと呼ばれる農業法人を立ち上げ、原料米からこだわり抜いて栽培している。令和3年より定番商品の仕様米は全量大和川ファーム産となった。原料用水には地下を流れる飯豊山の伏流水を使用し、地元雇用の蔵人が製造するという、「地の米、地の水、地の技術」をモットーにし、今までに使用されていたような「地酒」という概念から一歩先へ進んだ「郷酒」という概念で酒造りを行っている。

## 北方風土館
本社敷地内にある建物でガイド付きで酒蔵見学ができる。江戸時代に建てられた最も古い土蔵である「江戸蔵」では、様々な酒造りの道具を展示しており、当時の酒造りの一端を見ることができる。
利き酒コーナーでは10種類以上の弥右衛門酒を無料で試飲することができ、定番商品や季節限定の生酒、リキュールなども味わえ、そのまま直売所で購入することができる。